# Marcel Sisniega Campbell
Marcel Sisniega Campbell (Chicago, 28 luglio 1959 – Coatepec, 19 gennaio 2013) è stato uno scacchista e regista cinematografico messicano.
Nacque a Chicago da madre statunitense e padre messicano. A pochi anni d'età si trasferì con la famiglia a 
Cuernavaca in Messico. Nel 1992 diventò il secondo Grande Maestro del Messico.

## Principali risultati
Dal 1975 al 1990 vinse otto volte il campionato messicano.
Vinse per tre volte consecutive il "Carlos Torre Memorial" di Mérida (1989, 1990 e 1991).
Nel 1985 partecipò all'Interzonale di Taxco, classificandosi 13º su 16 partecipanti con 6,5 /15 (vinse Jan Timman con 12,5 /15).
Con la nazionale messicana ha partecipato a sei edizioni delle olimpiadi degli scacchi dal 1978 al 1992, ottenendo complessivamente il 56,7% dei punti.
Durante la sua carriera ha vinto partite contro diversi grandi campioni, tra cui Viswanathan Anand, Artur Yusupov, Miguel Illescas and Jesus Nogueiras.
Ha smesso di partecipare a tornei nei primi anni 1990, dedicandosi poi al cinema.
In gioventù studiò regia cinematografica nel "Centro de Capacitación Cinematográfica" di Città del Messico. Nel 1996 realizzò il suo primo cortometraggio, La cruda de Cornelio, e alla fine dell'anno il lungometraggio Libre de culpas, che fu premiato l'anno successivo nel "San Juan Cinemafest" di San Juan de Puerto Rico. Partecipò anche ad un Festival cinematografico a Toronto in Canada.
Raggiunse il suo più alto rating FIDE in luglio 1991, con 2540 punti Elo.
Morì in seguito ad un ictus il 19 gennaio 2013, all'età di 53 anni.
Alcune partite notevoli (su chessgames.com):
- Sisniega – Walter Brown, Interzonale Taxo 1985:  Partita indiana A46
- Anand – Sisniega, Filadelfia 1987: Difesa francese C11
- Jusupov – Sisniega, Capablanca Memorial 1979:  Inglese simmetrica A30
- Miguel Illescas – Sisniega, Olimpiadi Salonicco 1988:  Siciliana var. Paulsen B46
- Nogueiras – Sisniega, Olimpiadi Novi Sad 1990:  Gambetto di donna accettato D29